# Диас, Руди
Ру́ди Ди́ас (англ. Rudy Diaz; 16 октября 1918, Аризона, как Адольф Диас; — 5 декабря 2006, Лос-Анджелес, Калифорния) — американский актёр.

## Биография
Диас женился на актрисе Дороти Эбботт в 1949 году и работал детективом в полицейском управлении Лос-Анджелеса в 1950-х годах. Эбботт получила повторяющуюся гостевую роль в криминальном сериале «Драгнет» в 1953 году, в результате чего в сериале были рассмотрены два его дела в качестве полицейского. После того, как брак Диас и Эбботт распался, она покончила жизнь самоубийством в 1968 году.
Диас бросил свою работу годом ранее и стремился к актёрской карьере. Он дебютировал в кино в 1968 году в вестерне «Бандольеро» с Джеймсом Стюартом, Дином Мартином и Ракель Уэлч. Впоследствии он снялся вместе с Клинтом Иствудом в фильме «Блеф Кугана» и с Омаром Шарифом в фильмах «Че!» и «Золото Маккенны», а также с Джоном Уэйном и Роком Хадсоном в «Непобеждённых». Его короткая карьера в полнометражном кино подошла к концу всего через несколько лет, он был замечен в фильме Дона Сигела «Чарли Вэррик». Он также появлялся в телевизионных постановках, включая гостевые роли в телесериалах, таких как Бонанза, Досье детектива Рокфорда и Гавайи 5-O. В начале 1980-х он стал появляться на экране всё реже. Его последнее появление было в драме 1993 года «Раскрашенная пустыня».
Диас был дважды женат, детей у него не было.

## Избранная фильмография

### Кино
- 1968: Бандольеро
- 1968: Блеф Кугана
- 1969: Че!
- 1969 Непобедимый
- 1969: Золото Маккенны
- 1970: Индеец
- 1973: Дело Клеопатры Джонс
- 1973: Чарли Вэррик

### Телевидение
- 1968: Бонанза
- 1974: Досье детектива Рокфорда
- 1974: Гавайи 5-O
- 1975: Баретта
- 1975: Женщина-полицейский
- 1976: Переключатель
- 1983: Супруги Харт